# Chiesa della Natività di Maria Vergine (Parma)
La chiesa della Natività di Maria Vergine è un luogo di culto cattolico dalle forme neoromaniche, situato in strada Moletolo 198 a Baganzolino, frazione di Parma, in provincia e diocesi di Parma; è sede di una parrocchia compresa nella zona pastorale della città.

## Storia
Il luogo di culto originario fu costruito in epoca medievale; la più antica testimonianza della sua esistenza risale al 1230, quando la Capelle S. Marie de Baganzola fu citata nel Capitulum seu Rotulus Decimarum della diocesi di Parma tra le dipendenze della pieve di Castelnovo.
Tra il 1494 e il 1520 la chiesa fu unita alla cappella di Moletolo, ma entro il 1564 fu elevata a sede parrocchiale autonoma.
A causa dell'eccessiva vicinanza col torrente Parma, il tempio fu danneggiato in varie occasioni dalle esondazioni del corso d'acqua, perciò nel 1923 furono avviati i lavori di costruzione di una nuova chiesa in una posizione più sicura a maggior distanza dal letto fluviale; la nuova struttura, progettata in stile neoromanico dall'architetto Ennio Mora, fu completata nel 1925 e consacrata solennemente dal vescovo di Parma Guido Maria Conforti.
Tuttavia, il campanile mostrò presto segnali di cedimento, perciò nel 1958 fu demolito e ricostruito in posizione più arretrata, separato dal luogo di culto; nel corso dei lavori il tempio fu ristrutturato negli interni, dotato di una nuova pavimentazione e decorato.

## Descrizione

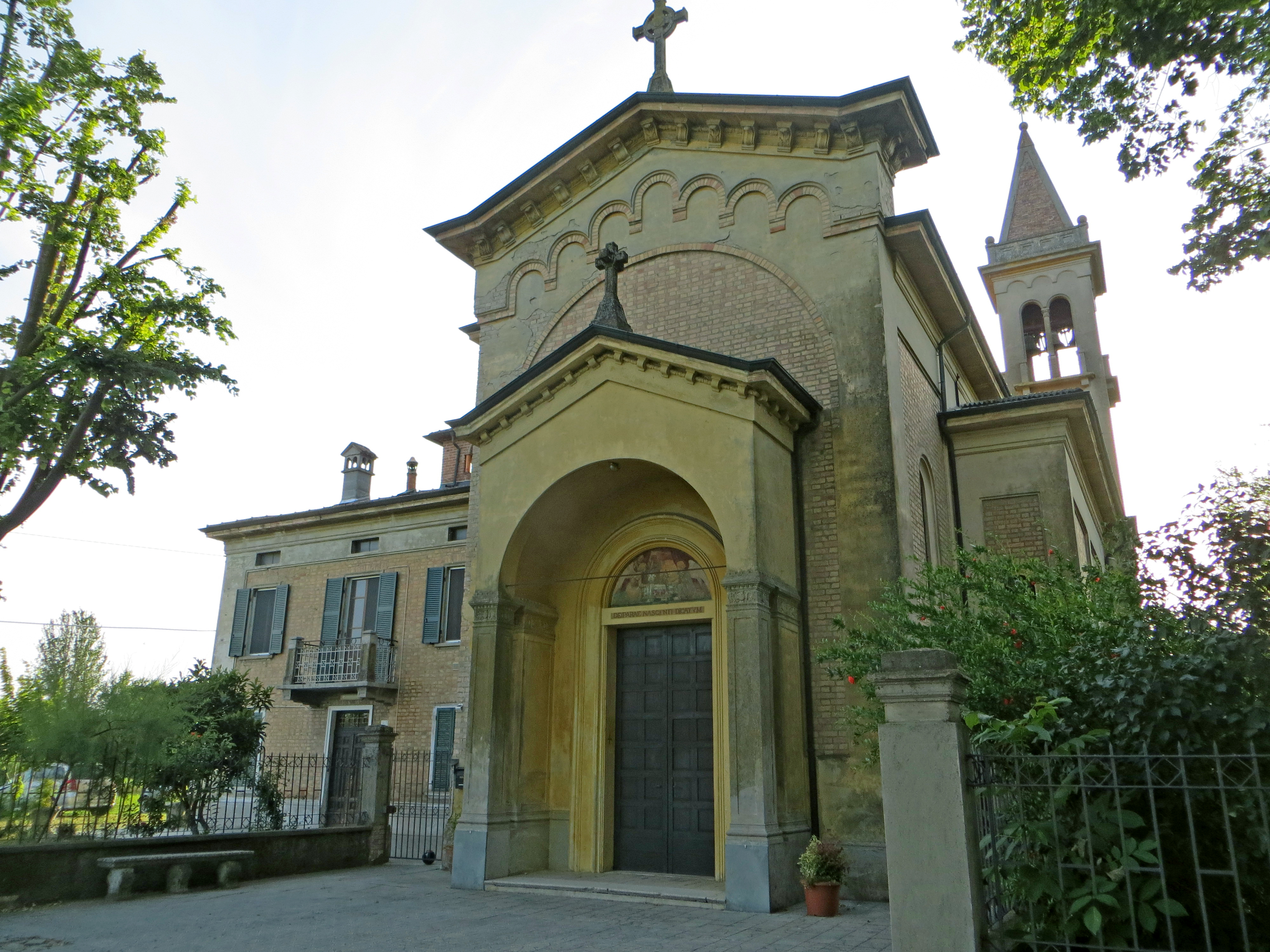
Facciata e lato nord

La chiesa si sviluppa su un impianto a navata unica affiancata da una cappella per lato, con ingresso a est e presbiterio absidato a ovest.
La simmetrica facciata a capanna, rivestita in laterizio parzialmente intonacato, è preceduta da un ampio protiro centrale, retto da quattro pilastri coronati da capitelli fitomorfi; all'interno del portico, coperto da una volta a botte, si apre nel mezzo il grande portale d'ingresso, delimitato da una cornice modanata e sormontato da una lunetta contenente un affresco raffigurante gli Angeli con fiori, eseguito da Latino Barilli; alle estremità si ergono due lesene intonacate collegate da un'arcata a tutto sesto; in sommità si sviluppa un motivo ad archetti pensili in mattoni, mentre a coronamento si allunga lungo gli spioventi del tetto un cornicione retto da peducci, decorati in alternanza con volute e foglie d'acanto.
Al fianco meridionale è addossata la canonica; dal lato opposto aggettano la cappella destra e, accanto all'abside, il campanile; la torre in laterizio si eleva su una base quadrata ed è illuminata da alcune monofore; la cella campanaria si affaccia sulle quattro fronti attraverso alte bifore ad arco a tutto sesto, scandite da colonnine; oltre il cornicione, a coronamento si erge dietro a una balaustra un'aguzza guglia piramidale.
All'interno la navata, coperta da una volta a botte lunettata dipinta a tempera con motivi vegetali e geometrici, è affiancata da ampie arcate a tutto sesto aperte su due nicchie e sulle due successive cappelle laterali, scandite da paraste coronate da capitelli dorici.
Il presbiterio, lievemente sopraelevato, accoglie l'altare maggiore a mensa e l'ambone, realizzati in marmo all'incirca tra il 1970 e il 1980; ai lati, all'interno di ampie arcate a tutto sesto ornate superiormente con foglie, nastri e rispettivamente, una lira sulla sinistra e una campana sulla destra, si affacciano in sommità i matronei; sul fondo l'abside, chiusa superiormente dal catino a semicupola dipinto, è illuminata da due monofore laterali.
La chiesa conserva alcune opere di pregio, tra cui la pala raffigurante la Natività della Madonna, commissionata nel 1845 al pittore Francesco Pescatori dalla duchessa di Parma Maria Luigia, una raggiera settecentesca ornata con putti e tre sedili ottocenteschi.